# Vitold Tseraskij
Vitold Karlovitj Tseraskij (ryska: Витольд Карлович Цераский), född 9 maj (gamla stilen: 27 april) 1849 i Slutsk, död 29 maj 1925, var en rysk astronom.
Tseraskij anställdes 1878 som assistent vid observatoriet i Moskva och blev 1889 dess direktor, tillika professor i astronomi vid Moskvauniversitetet. Förutom två på ryska författade arbeten om astrofotometri publicerade han i "Annales de l'observatoire de Moscou" talrika Photometrische Beobachtungen och upptäckte på fotografisk väg talrika variabla stjärnor.